# Тартишніков Сергій Олександрович
Тартишніков Сергій Олександрович (нар. 23 лютого 1962, Одеса) — радянський, український кінооператор. Член Національної спілки кінематографістів України.

## Біографія
Народився 23 лютого 1962 року в Одесі. Закінчив Київський державний інститут театрального мистецтва ім. І. Карпенка-Карого (1985).
Працював на Одеській кіностудії.
Директор незалежної студії «Ковчег».

## Фільмографія
- «Незнайка з нашого двору» (1983, асистент оператора)
- «Поки не випав сніг...» (1984, другий оператор)
- «Другий фронт» / The Second Front (2005, другий оператор у співавт.)

Оператор-постановник:
- «Морський вовк» (1990, т/ф, 4 а)
- «Мертві без поховання, або Полювання на пацюків» (1991)
- «Шоста година останнього тижня кохання» (1994, у співавт.)
- «Дві Юлії» (1998, у співавт.)
- «Повернення мушкетерів, або Скарби кардинала Мазаріні» (2007—2012)
- «Красива жінка» (2012, частина кіноальманаху «Україно, goodbye!»)
- «Такі красиві люди» (2013) та ін.